# Heihachirō Fukuda
Pour les articles homonymes, voir Fukuda.
Heihachirō Fukuda (福田平八郎, Fukuda Heihachirō), né le 28 février 1892 - mort le 22 mars 1974, est un peintre nihonga et designer japonais.
Il a reçu commande pour décorer la salle d'audience Take-no-ma du palais impérial de Tokyo, grande pièce de 182 m2 ou 55 tsubo. La salle présente également des œuvres de Tatsuaki Kuroda et du potier Hajime Katō.
Ses tableaux font partie des collections du musée d'Art Menard, du musée d'art moderne de la ville d'Osaka et du musée d’art moderne de Kyoto.